# Литовські Статути

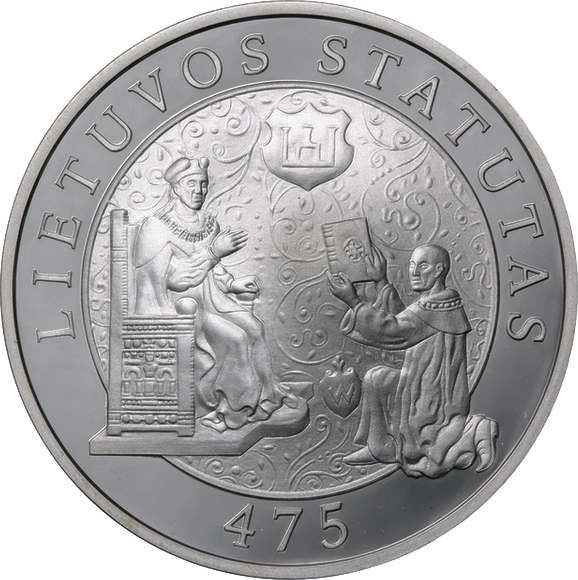
Литовський лит присвячений 475-річчю укладання першого Статуту Великого князівства Литовського 1529 року

Стату́т Вели́кого кня́зівства Лито́вського — основний кодекс права Великого князівства Литовського, Руського, Жемайтійського. Видавався в трьох основних редакціях 1529, 1566 і 1588 років, які відомі як Литовські статути.
Джерелами Литовського статуту були звичаєве литовське, білоруське, українське право, відповідна місцева судова практика, «Руська правда», польські судебники та кодекси інших держав.
Статут Великого князівства Литовського увібрав у себе основні положення державного, цивільного, сімейного, кримінального й процесуального права князівства, норми римського, руського, польського та німецького кодифікованого звичаєвого права, відповідна місцева судова практика, «Руська правда», польські судебники. Його положення були чинними на землях Литви й України аж до середини XIX століття.

Статут декларував рівність громадян незалежно від соціального стану та походження, віротерпимість, відповідальність суддів перед законом, заборону перетворювати вільних людей на рабів і т. ін. Водночас запроваджував привілеї князів, магнатів та шляхти, у тому числі право на закріпачення селян. Литовський статут був основним збірником права в Україні з XVI ст. до 40-х років XIX ст. Став джерелом московського «Соборного уложення» (1649 р.), «Прав, за якими судиться малоросійський народ»  (1743 р.) та приватних українських кодифікаційних проєктів. На території Київської, Подільської та Волинської губерній чинність Литовського статуту було припинено сенатським указом від 25 червня 1840 р. У Лівобережній Україні 4 березня 1843 р. його було замінено Зводом законів Російської імперії.

## Редакція 1529 року

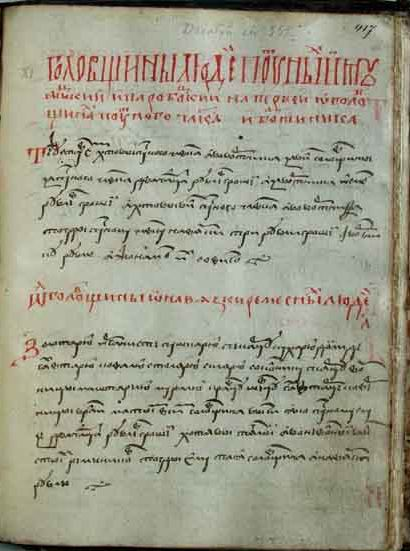
1529

Протягом XVI ст. було видано три Литовські статути: Перший або Старий Литовський Статут 29 вересня 1529 року складався з 243 артикулів (за Слуцьким списком — 272), об'єднаних у 13 розділах, у яких були зібрані норми судово-процесуального, кримінального, цивільного та господарського права. Провідною думкою цього кодексу була охорона інтересів держави й, зокрема, шляхти, а особливо магнатів. Так, мисливський собака оцінювався вдвічі дорожче за «мужика тяглого».
Цей статут регулював відносини в усіх кінцях різномовної держави, до нього ввійшли деякі положення «Руської Правди» та норми звичаєвого права, ряд пунктів з польських та німецьких судебників, а також з «Саксонського Зерцала».
Зміст: Перший розділ трактував питання про верховну владу та ставлення до неї населення. Другий — про «земську оборону», себто про організацію військової служби. Третій — про шляхетські вольності. Четвертий — про суддів та про суди. Усі інші містили норми права цивільного й карного, а також порядок судового процесу. Статут був, безперечно, підсумком певної боротьби між панами-магнатами та шляхтою й фіксував ту сукупність прав і привілеїв, які здобула собі шляхетська верства. Шляхті було гарантовано: її не можна карати без судового публічного процесу; землю не можна одібрати без вини; відповідальність шляхтича за злочин встановлювалася лише індивідуально. Шляхта також дістала право апеляції на рішення суду воєводи або старости до самого великого князя, мала свободу виїзду за кордон. Шляхетські піддані увільнялися від усяких податків і повинностей.
За убивство шляхтича шляхтич платив 100 коп грошей «головщини» родині вбитого й стільки ж «вини» — великому князю. За убивство ж шляхтича холоп платив головою.

## Редакція 1566 року (другий)

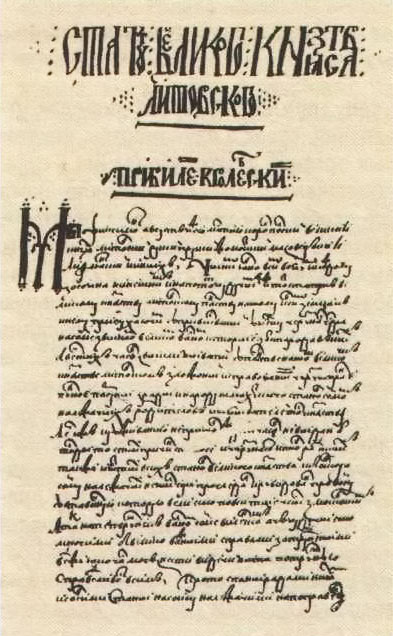
2 статут Великого Князівства Литовського

Для розроблення проєкту Другого Литовського статуту було створено комісію з 10 осіб (5 католиків і 5 православних). Статут затверджено сеймом 1564 року, але він набув чинності лише 1566 р.
Другий Литовський Статут з уваги на особливу роль волинської шляхти при його укладанні званий Волинським, 1566 р. (367 артикулів у 14 розділах), здійснив адміністративно-політичну реформу держави (поділ на повіти), а також поширив привілеї рядової шляхти. До сейму введено, поруч з вищою палатою (пани-рада), представників рядової шляхти — повітових послів. Цей кодекс є юридичним оформленням панівної ролі шляхти в державі й подальшого обмеження прав селянства (в містах було чинним т. зв. магдебурзьке право).
Статут 1566 р., в суті речей, на високому рівні кодифікаторської техніки завершив розвиток Великого князівства Литовського як правової держави, підтвердивши цикл реформ, що передували оголошенню самого Статуту. Відкриває цю низку актів королівський привілей 1563 р. про скасування обмежень православних порівняно з католиками (це мало, як уже зазначалося, радше моральне, ніж юридичне значення). Наступний крок — це Більський привілей 1564 р., за яким і для магнатів, і для шляхти запроваджувалися спільні виборні шляхетські суди за зразком земського судочинства в Польщі.
Розвиваючи початі реформи, Віленський привілей 1565 р. проголосив створення регулярних повітових сеймиків та вальних сеймів із правом шляхти «на містцях гловнійших повітом… зьєждчатися, радити, обмовляти й обмишляти». Утворення земських судів і повітових сеймиків вимагало уточнення адміністративно-територіального поділу держави, що тоді ж було проведене й зафіксоване у так званому «Списаньі повітов Великого князства Литовского й врадников в них».
Згідно з новим адміністративним поділом, на теренах майбутньої України встановлено такі адміністративні одиниці-воєводства: Київське — з двома судовими (Київським і Мозирським) і двома несудовими (Житомирським і Овруцьким) повітами; Волинське — з Луцьким, Володимирським і Крем'янецьким судовими повітами; Брацлавське — з одним судовим повітом (Брацлавським) і одним несудовим (Вінницьким), а також Підляське та Берестейське (з Пінськом) Цей поділ, що з незначними змінами проіснував до кінця XVIII ст., безпосередньо торкався й політичних прав шляхти, бо лише володіння «осілістю», тобто маєтком, у конкретному повіті служило підставою для участи в місцевих сеймиках і надавало право голосу в земських самоврядних органах.
У такий спосіб Другий Литовський Статут 1566 р. радикально зреформував усю систему органів влади й управління, остаточно утвердивши ідею самоврядної та шляхетської держави, зближеної в типі основних політичних структур із Польським королівством. Крім того, Другий Статут продемонстрував високий рівень системної правничої думки.

## Редакція 1588 року (третій)

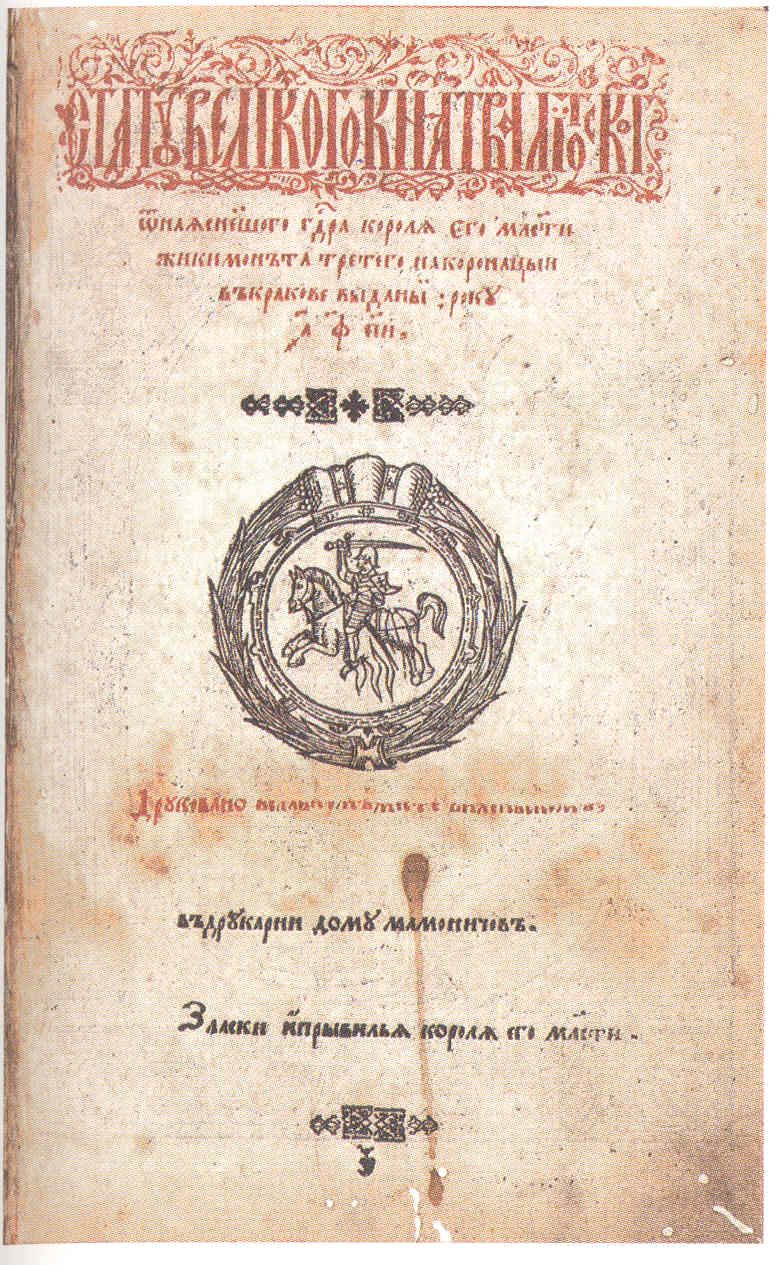
1588

Статут Великого князівства Литовського 1588 року, названий Третім, був складений після Люблінської унії 1569 року, об'єднання Великого князівства Литовського й Корони Польської. Статут містив 488 артикулів, розбитих на 14 розділів. Він відзначався засвоєнням багатьох польських юридичних понять у заново систематизованому та значно поширеному кримінальному й цивільному праві Статуту, а особливо в остаточному закріпленні привілеїв шляхти й у повному закріпаченні селян. Цей статут, чинний, зокрема, у Київській, Подільській та Волинській губерніях до 1840, юридично запровадив кріпосне право на Брацлавщині (тепер Вінницька й частина Хмельницької області) та Придніпров'ї. Написаний руською мовою, а в 1614 його перекладено й видано польською, згодом — французькою, латинською та іншими мовами.
Закріплював феодальну власність на землю, передбачаючи й власність на неї селян. Третій статут оформив створення єдиного стану кріпосних селян шляхом злиття закріпачених слуг з іншими розрядами залежних селян.
Договори, як правило, укладаються в письмовій формі. Інколи вимагалася їхня реєстрація в суді та присутність свідків. Найпоширенішими були договори купівлі-продажу, позики, майнового найму. Для забезпечення зобов'язань застосовувалася застава. Право спадщини належало синам, дочки могли одержати не більше четвертини майна у вигляді приданого.
За вмисні злочини винний відповідав повною мірою. Наприклад, за вмисне вбивство злочинець карався смертю, а з його майна стягувалася так звана головщина, також інші видатки, пов'язані з нанесенням матеріальної шкоди. При необережному вбивстві винний звільнявся від покарання, але зобов'язаний був сплатити родичам убитого годовщину. Суд повинен був враховувати й вік злочинця. Так, не несли кримінального покарання неповнолітні особи (за Статутом 1566 — які не досягли 14 років, а за статутом 1588 — 16 років). Кримінальне законодавство знало просту та складну співучасть.
Статут 1588 встановив, що при простій співучасті всі винні повинні були каратися однаково. При складній співучасті злочинці поділялися на виконавців, пособників і підбурювачів. Приховання й недонесення по деяких злочинах також підлягали карі. Наприклад, у випадку державної зради батька повнолітні сини, які знали про підготовку зради, підлягали покаранню.
Велике місце займали злочини проти особи та майнових прав. Основним покаранням за них був штраф у користь потерпілого й великого князя. Суворе покарання передбачалося за крадіжку: при крадіжці коня або рецидиві передбачалося повішення. Водночас злочин, вчинений шляхтичем, карався легше, ніж такі ж протизаконні дії простої людини. Зокрема, у випадку нанесення ран шляхтичем шляхтичеві винний карався відрубуванням руки. За подібний злочин, учинений щодо простої людини, винний шляхтич карався грошовим штрафом. Якщо ж простолюдин поранив шляхтича, він підлягав смертній карі. Покарання розглядалося як відплата за злочин і засіб для залякування злочинців.

## Переклади
У 1614 році з'явився 1-й переклад — редакція Литовського статуту польською мовою у Вільно; 1811 року Литовський статут перекладено російською мовою. Він був одним із джерел при укладанні кодексу московського царя Олексія Михайловича («Соборне Уложення») в 1649.
Протягом кількох століть Литовський статут був основним збірником права в Україні, навіть у тій частині, яка була приєднана до Польщі. Був головним джерелом українського права в Гетьманській Україні і становив основне джерело кодексу «Права, по которым судится Малороссийский народ». На Правобережній Україні Литовські статути були чинними аж до скасування указом царя Миколи І 25 червня 1840 року. На Лівобережжі він діяв до 4 березня 1843 р. Деякі законоположення Литовського статуту були внесені до збірника законів Російської імперії і зберегли законну силу в Чернігівській і Полтавській губерніях аж до 1917 року.

## Наслідки
Копії статутів зберігалися в кожному повіті, щоб ними міг користуватися і бачити кожен бажаючий.
Спроби литовської шляхти обмежити владу литовських магнатів призвели до зрівняльного руху законів, кульмінацією якого стали реформи елекційного сейму 1697 року (травень-червень), підтверджені на коронаційному сеймі у вересні 1697 року в документі "Porządek sądzenia spraw w Trybunale Wielkiego Księstwa Litewskego". Ці реформи обмежили юрисдикцію та компетенцію кількох литовських посад, таких як гетьман, канцлер, маршалок і підскарбій, прирівнявши їх до відповідних посад у Польській короні. Багато з цих посад на той час займали члени родини Сапєг, і зміни були принаймні частково спрямовані на зменшення їхньої влади. Реформи також запровадили польську мову як адміністративну мову, що замінила руську, у письмових документах та судочинстві, що суперечило формулюванню Третього Статуту.
Литовські статути були ознакою прогресивної європейської правової традиції, і на них посилалися як на прецедент у польських і лівонських судах. Крім того, вони мали значний вплив на кодифікацію російського правового кодексу "Соборне уложення" 1649 року. Після утворення союзу з Польщею, що включав як династичну унію (1385-1569), так і конфедеративну Річ Посполиту (1569-1795), Литовські статути стали найбільшим вираженням незалежності Великого князівства Литовського.
У 1791 році були зроблені спроби змінити систему і покінчити з привілеями шляхти, створивши конституційну монархію з сучасним громадянством (див. Конституція від 3 травня). Однак ці плани зійшли нанівець, коли Росія за підтримки Австрії та Пруссії розділила Річ Посполиту. 30 жовтня 1794 року російська імператриця Катерина ІІ скасувала всі зміни до закону, затверджені Великим сеймом, і наказала використовувати Литовські статути як чинне право для завойованого Західного краю Росії. Для полегшення застосування указу було розпочато переклад документа російською мовою, який тривав до 1798 року. Однак друк цієї версії документа був швидко заборонений, оскільки документ 200-річної давнини вважався більш ліберальним, ніж сучасне імперське законодавство. Статути залишалися чинними до 1840 року, коли були оголошені поза законом імператором Миколою I в рамках політики репресій і русифікації після Листопадового повстання.